# 郭家屯镇 (玉田县)
郭家屯镇，是中华人民共和国河北省唐山市玉田县下辖的一个乡镇级行政单位。
2015年，河北省民政厅批复同意撤销郭家屯乡，设立郭家屯镇，镇人民政府驻郭家屯村永定街8号。

## 行政区划
郭家屯镇下辖以下地区：
郭家屯村、刘典屯村、曹庄村、麦坡村、辘轳庄村、四角山村、西大泉村、东大泉村、姚官屯村、杏树峪村、黄家山村、鸭子峪村、白王庄村、代官屯村、东方村、范定府村、范家庄村、关公岭村、狼虎庄村、麻山屯村、门庄子村、南五村、尚庄村、铁官屯村和徐晓屯村。